# Francisco Garrido Patrón

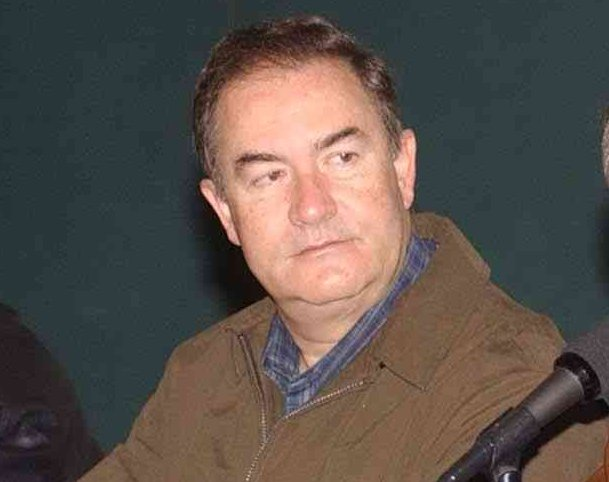
Francisco Garrido Patron

Francisco Garrido Patrón (Mexico-Stad, 23 november 1953) is een Mexicaans politicus van de Nationale Actiepartij (PAN).
Garrido Patrón studeerde recht aan de Vrije Rechtsschool. Hij sloot zich in 1994 aan bij de PAN en werd in 1997 gekozen tot burgemeester van Santiago de Querétaro, een functie die hij vervulde tot 2000. In 2003 won hij met een krappe marge de gouverneursverkiezingen van Fernando Ortíz Arana en werd op 1 oktober van dat jaar ingehuldigd als gouverneur. Zijn termijn liep tot 2009.